# Alojz Bajc
Alojz Bajc (* 20. April 1932 in Duplje, Königreich Italien) ist ein ehemaliger Radrennfahrer aus dem früheren Jugoslawien.

## Sportliche Laufbahn
Bajc stammte aus dem slowenischen Teil von Landes und arbeitete bei einer Firma als Mechaniker in Ajdovščina, bevor er mit 17 Jahren aktiv im Straßenradsport wurde. Er startete für den Verein Železničar Nova Gorica und konnte bereits bei seinem ersten Rennen, der LRS-Bergmeisterschaft 1949, mit Platz 3 auf sich aufmerksam machen. 1950 wurde er Vizemeister im nationalen Straßenrennen und 1951 Bergmeister bei den Junioren. 1953 wechselte er zum Verein Odred Ljubljana und blieb dort bis zum Ende seiner Sportkarriere. In der Tour d’Europe 1956 kam er auf den 29. Platz. Bajc war Teilnehmer der Olympischen Sommerspiele in Rom 1960. Im olympischen Straßenrennen kam er auf den 69. Rang. Die Tour de l’Avenir 1961 beendete er auf dem 62. Rang. Siebenmal bestritt er die Jugoslawien-Rundfahrt, wobei ein vierter Gesamtrang sein bestes Resultat war. Die Internationale Friedensfahrt fuhr er dreimal. 1958 wurde er 73., 1960 54. und 1961 schied er aus. Die Österreich-Rundfahrt sah ihn viermal am Start, die Rumänien-Rundfahrt dreimal. Fünfmal nahm er an den Straßenradsport-Weltmeisterschaften teil.
In den Jahren 1965–1969 war er Trainer der Odred-Radsportmannschaft. 2009 wurde Bajc für seine Verdienste um den Radsport durch Aleksandar II. Karađorđević ausgezeichnet.

## Familie
Sein Enkel Andi Bajc ist ein ehemaliger slowenischer Radprofi und sein Sohn Egon Bajc ist Wettkampfrichter und Radsportfunktionär